# Mark Ritts
Mark Ritts (16 de juny de 1946 - 7 de desembre de 2009) fou un actor estatunidenc, fill de Paul Ritts i Mary Ritts, conegut per la seva presència en el programa de televisió El món d'en Beakman. Tenia una llarga i variada carrera en la televisió nord-americana com a guionista, productor, director. També feu d'actor, titellaire i editor. A principis dels anys 1990, va ser el Director Creatiu de New York City's Aniforms, Inc, una gran empresa del negoci de les comunicacions. Allà va concebre, va escriure i va dirigir obres teatrals i presentacions multimèdia per a un gran nombre de mitjans de comunicació, indústries i institucions.
De 1992 a 1998, va actuar com a Lester, l'home disfressat de rata, en el programa educatiu sobre ciències de la CBS, El món d'en Beakman.
Graduat de Harvard, Ritts va estar casat amb l'actriu i cantant Teresa Parente i va tenir dos fills i una filla. Va morir a causa d'un càncer de ronyó.